# Polog (Mostar)
Pour l’article homonyme, voir Polog.
Polog (en cyrillique : Полог) est un village de Bosnie-Herzégovine. Il est situé sur le territoire de la ville de Mostar, dans le canton d'Herzégovine-Neretva et dans la fédération de Bosnie-et-Herzégovine. Selon les premiers résultats du recensement bosnien de 2013, il compte 1 054 habitants.

## Géographie
Le village est situé sur les bords de la rivière Lištica.

## Démographie

### Évolution historique de la population
| 1948 | 1953 | 1961  | 1971  | 1981  | 1991  | 2013  |
| ---- | ---- | ----- | ----- | ----- | ----- | ----- |
| -    | -    | 1 202 | 1 187 | 1 114 | 1 193 | 1 054 |

|  |